# Varaštovac
Varaštovac – wieś w Chorwacji, w żupanii karlowackiej, w mieście Ozalj. W 2011 roku liczyła 11 mieszkańców.